# Livio Bassi
Livio Bassi (Trapani, 8 ottobre 1918 – Roma, 2 aprile 1941) è stato un ufficiale e aviatore italiano, che fu pilota di caccia della Regia Aeronautica durante la seconda guerra mondiale. Ferito gravemente in combattimento nel febbraio del 1941 dalla caccia britannica, morì due mesi dopo in ospedale, venendo decorato con la medaglia d'oro al valore militare alla memoria.

## Biografia

Livio Bassi sul suo Fiat G.50 "Freccia"

Nacque a Trapani l'8 ottobre 1918, figlio del maggiore Angelo, caduto in combattimento nel 1927, all'età di 38 anni, in Cirenaica e fratello di Aldo, futuro deputato della Repubblica e sindaco di Trapani. Dopo aver frequentato la Scuola militare della Nunziatella, nel 1936 fu ammesso a frequentare il Corso Rex della Regia Accademia Aeronautica di Caserta, ottenendo il brevetto di pilota volando a bordo dei biplani da addestramento Breda Ba.25 e IMAM Ro.41.
Dopo essere uscito dall'Accademia con il grado di sottotenente pilota fu destinato alla specialità bombardamento, ma chiese ripetutamente, ed ottenne, di transitare alla caccia.

### Seconda guerra mondiale
Promosso nell'aprile 1940 al grado di tenente pilota in servizio permanente effettivo (s.p.e.), dopo aver frequentato un corso di specializzazione sui caccia all'aeroporto di Trapani-Milo, fu inviato alla 395ª Squadriglia del 160º Gruppo Autonomo Caccia Terrestri, di stanza sull'aeroporto di Berat, in Albania, a partire dal 1º giugno 1940. L'unità era equipaggiata con i caccia Fiat C.R.42 "Falco".
All'inizio del mese di ottobre la squadriglia ricevette i primi caccia monoplani Fiat G.50 Freccia, e il giorno 26, due giorni prima dell'inizio dell'offensiva italiana contro la Grecia la sua Squadriglia fu trasferita al 154º Gruppo Autonomo Caccia Terrestre appena costituito sull'aeroporto di Berat. 

Il nuovo Gruppo divenne operativo a partire dal 5 novembre. Esordì in combattimento il 4 dicembre sul cielo di Giannina, in Epiro, e ottenne la sua prima vittoria il giorno 18 abbattendo un bombardiere Bristol Blenheim sul cielo di Valona. Il 6 gennaio 1941 abbatté un secondo Blenheim, e dopo due giorni, sopra Klisura, prese parte al combattimento contro una grossa formazione di caccia Gloster Gladiator della Royal Air Force. L'11 febbraio il suo reparto compì un attacco contro l'aeroporto di Giannina, distruggendo al suolo ben 18 velivoli avversari, mentre altri due furono abbattuti mentre tentavano di decollare.
Il 20 febbraio 1941 prese parte ad una battaglia aerea tra caccia italiani e bombardieri inglesi con la loro scorta sui cieli dell'Albania meridionale. 
Quando il tenente Alfredo Fusco della 361ª Squadriglia, suo ex collega di corso in Accademia, venne circondato da sei caccia Hawker Hurricane inglesi, tra cui quello pilotato dall'asso Marmaduke Pattle, egli accorse in suo aiuto. Nello scontro che ne seguì, Bassi colpì due Hurricane, che gli vennero accreditati come abbattuti, ma l'aereo di Fusco, colpito ripetutamente, esplodeva in volo, uccidendo il pilota sul colpo. Ferito a sua volta dai piloti britannici, Livio Bassi riuscì a disimpegnarsi e tentò di compiere un atterraggio di fortuna sul campo di Berat, ma il suo aereo si rovesciò prendendo fuoco ed egli riportò gravi ustioni. Con le due vittorie aeree attribuitegli, in quel combattimento, Bassi raggiunse un totale di sei abbattimenti, numero sufficiente a fargli conseguire la qualifica di asso dell'aviazione.
Livio Bassi morì a causa delle gravi ustioni riportate il 2 aprile 1941  presso l'Ospedale militare del Celio a Roma. A entrambi gli sfortunati aviatori fu conferita la Medaglia d'oro al valor militare alla memoria.

### Riconoscimenti
A Livio Bassi è stato intitolato nel 1949 il vecchio aeroporto militare di Chinisia nei pressi di Trapani, poi in disuso e, dal 1961, il nuovo aeroporto militare di Trapani-Birgi sede del 37º Stormo. La Sezione dell'Associazione Arma Aeronautica di Trapani porta il suo nome. La sua città natale gli ha intitolato un Istituto comprensivo statale, in via Marinella 2, e il comune di Erice gli ha intitolato una via. Al pilota venne inoltre intitolato il "Borgo Bassi", borgo rurale nel territorio di Trapani, iniziato nei primi anni '40 del 1900 come "Borgo Z" e dedicato presumibilmente in epoca repubblicana all'asso dell'aviazione.

### Annotazioni
1. ↑  In quella occasione i piloti italiani reclamarono l'abbattimento di cinque velivoli avversari.
2. ↑  I piloti italiani erano decollati su allarme per intercettare una squadriglia di 16 bombardieri Bristol Blenheim, appartenenti ai No.84, 30 e 211 Squadron della Royal Air Force, scortati da sei caccia Hawker Hurricane del No.80 Squadron.

### Fonti
1. 1 2 3  Ufficio Storico dell'Aeronautica Militare 1969, p. 13.
2. ↑  Combattenti Liberazione.
3. 1 2 3  Ufficio Storico dell'Aeronautica Militare 1977, p. 275.
4. 1 2 3 4 5 6 7  Ufficio Storico dell'Aeronautica Militare 1977, p. 269.
5. 1 2 3 4  Mattioli 2007, p. 7.
6. ↑   Domenico Tibaldi, L'aquila nella leggenda (PDF), su Medaglia d'oro simbolo di unità, www.provincia.latina.it, 2007,  p. 13. URL consultato il 25 aprile 2008 (archiviato dall'url originale il 27 settembre 2007).
7. ↑  Dal sito dell'AMI.
8. ↑  Il sito ufficiale del Presidente della Repubblica.